# سرگئی گالستیان (روزنامه‌نگار)
سریوژا آشوتی گالستیان (ارمنی: Սերյոժա Աշոտի Գալստյան؛ زادهٔ ۱ نوامبر ۱۹۲۹) روزنامه‌نگار، استاد دانشگاه و زبان‌شناس اهل ارمنستان است.

## زندگی‌نامه
وی در ۱ نوامبر ۱۹۲۹ در تساو به دنیا آمد و از دانشگاه دولتی ایروان فارغ‌التحصیل گشت. وی برنده جوایزی همچون مدال موسس خورناتسی (۲۰۱۴) و آموزگار شایسته جمهوری ارمنستان است.